# Wendy O. Williams

Williams, 1979

Wendy Orlean Williams (* 28. Mai 1949 in Webster, New York; † 6. April 1998 in Storrs, Connecticut) war die Leadsängerin der US-amerikanischen Punk/Rock-Band Plasmatics. Die Plasmatics waren vor allem für ihre Bühnenshows bekannt, in denen sie (halb)nackt Geräte und Autos in die Luft jagten und mit einer Kettensäge Gitarren zersägten.
Williams’ Spitzname war „The Queen of Shock Rock“. Sie wurde als die kontroverseste und radikalste Sängerin ihrer Zeit angesehen. Oft trug sie einen Irokesenschnitt. Auf dem Höhepunkt ihrer Berühmtheit als Solokünstlerin wurde Williams 1985 für den Grammy in der Kategorie „Best Female Rock Vocal“ nominiert.

## Biografie
Wendy Williams wurde in Webster, New York geboren. Sie besuchte die öffentliche R.L. Thomas High School in Webster bis zur Hälfte der zehnten Klasse, aber verließ die Schule vor ihrem Abschluss. Im Alter von 16 Jahren fuhr sie per Autostop nach Colorado, wo sie ihr Geld mit gehäkelten Stringbikinis verdiente. Danach ging sie nach Florida und schließlich weiter nach Europa, wo sie zunächst als makrobiotische Köchin in London und schließlich als Tänzerin in einer Zigeunertruppe arbeitete. 1976 kam sie in New York City an, wo sie eine Anzeige für ein experimentelles Kapitän-Perverso-Theater („Captain Kink’s Theatre“) sah.
Sie meldete sich auf die Anzeige, und da es zwischen ihr und Swenson, der Captain Kink spielte, sofort funkte, begann eine zweiundzwanzigjährige Beziehung, die es ihr ermöglichte, ungefähr zwei Jahre später als Leadsängerin der Punk/Metal/Rock-Band Plasmatics aufzutreten. Mit ihrem Debüt in New-York-City-Clubs im Jahre 1978 wurden Williams und die Plasmatics in der Untergrundszene schnell bekannt.
Im Januar 1981 wurde Williams von der Polizei in Milwaukee verhaftet, da sie auf der Bühne Masturbation simulierte, wurde aber freigesprochen. Später im selben Jahr wurde Williams in Cleveland, Ohio von einer Anklage wegen Erregung öffentlichen Ärgernisses freigesprochen, da sie auf der Bühne – nur mit Rasierschaum „bekleidet“ – Sex simuliert hatte.
Während der Aufnahme für eine Sendung des Senders NBC in der Serie SCTV, einem Comedy-Programm von 1981, weigerten sich Studioleiter, die Folge auszustrahlen, da ihr Bühnenkostüm ihre Brustwarzen nicht bedeckte. Williams lehnte den Kostümwechsel ab. Der Make-up-Künstler der Show fand einen Kompromiss und bemalte ihre Brüste schwarz.
1984 veröffentlichte Wendy O. Williams das Album W.O.W., welches von Gene Simmons, einem Mitglied von Kiss, produziert worden war, der auch den Bass auf dem Album spielte. Dabei nahm Williams auch vier Titel auf, die entweder von Kiss-Mitgliedern geschrieben worden waren oder bereits als Kiss-Demo („It’s My Life“) existierten. Der Titel „Thief in the Night“ wurde 1987 von Kiss für das Album Crazy Nights erneut aufgenommen. Die Kiss-Mitglieder Paul Stanley, Ace Frehley, Eric Carr und Vinnie Vincent sind auch auf W.O.W. zu hören.
1985 trat Williams im Westport Playhouse in St. Louis in der Rocky Horror Show auf; die Show wurde sechs Monate lang aufgeführt.
1986 spielte sie in Tom DeSimones Independent-Film Reform School Girls mit. Weder sie noch ihr Manager Rod Swenson mochten den Film, als er erschien, aber zu diesem Zeitpunkt hatten die Produzenten ihr zweites Soloalbum Kommander of Kaos gehört und wollten drei Stücke daraus als Filmmusik verwenden. Sie sprachen Rod darauf an, ob er den Titelsong produzieren und Wendy ihn singen würde. Die Band stimmte dem zögerlich zu. Onkel Brian von „The Broc“ war Rods Koproduzent und spielte auch Saxophon. Die Filmgesellschaft bat Rod auch, ein Musikvideo zu produzieren und dabei Regie zu führen. Auch in diesem wirkte Onkel Brian wieder mit, trug ein Tutu und spielte Saxophon.
1987 verkörperte Wendy O. Williams im Film The New Adventures of Beans Baxter den Teilzeitfreund und Feind des Titelhelden der Firma Fox. Ebenfalls 1987 spielte sie in dem Film Eat the Rich eine Terroristin.
Die letzte Tour der Plasmatics fand Ende des Jahres 1988 statt. 1988 veröffentlichte Wendy ein weiteres Soloalbum, dieses Mal ein „Thrash-Rap“-Album, Deffest and Baddest, mit dem Pseudonym „Ultrafly and the Hometown Girls“.
Wendy Williams letzte bekannte Aufführung eines Plasmatics-Liedes kam zustande, weil Joey Ramone darauf bestand. Sie sang Masterplan ein letztes Mal mit Richie Stotts, als Richies Band als Vorband für die Ramones zu Silvester 1988 auftrat.
1990 war Williams noch einmal in dem Film Pucker Up and Bark Like a Dog zu sehen, dessen Regisseur Paul S. Parco war.

### Nach den Plasmatics
1991 zog Williams nach Storrs, Connecticut um, wo sie mit ihrem Lebenspartner und Exmanager, Rod Swenson, lebte. Dort arbeitete sie als Wildtierpflegerin und besaß einen Reformkostladen in Manchester. Sie erklärte diesen Lebenswandel damit, dass sie einfach genug davon habe, sich mit Leuten herumzuschlagen (she „was pretty fed up dealing with people“).

### Privatleben
Trotz ihres Rufes als furchteinflößende Künstlerin engagierte sich Williams in ihrem Privatleben im Tierschutz. Diese Leidenschaft schloss eine vegetarische Ernährung und ihre Arbeit als Wildtierpflegerin ein.
Sie war auch Aktivistin für natürliches Essen – bei einem Auftritt in der Fernsehtalkshow The Morning Show des zum CBS-Netzwerk gehörenden Senders KPIX beschuldigte sie Debbi Fields, Autorin des Buches Mrs. Fields cookie fame und Besitzerin der Mrs.-Fields-Bäckereikette in den USA, nicht besser als ein Heroinpanscher zu sein, weil sie so viel weißen Zucker in ihren Produkten benutze.

### Suizid
1993 versuchte Williams das erste Mal, sich das Leben zu nehmen, indem sie sich ein Messer in die Brust stieß; das Messer blieb in ihrem Brustbein stecken. Sie überlegte es sich noch einmal anders und bat Swenson, sie ins Krankenhaus zu bringen. 1997 versuchte sie es erneut mit einer Überdosis Ephedrin.
1998 erschoss sich Wendy Williams im Alter von 48 Jahren in einem Waldgebiet nahe ihrer Wohnung.

## Diskografie

### Mit den Plasmatics
Plasmatics Diskografie

### Solo

#### Alben
- W.O.W. (LP, 1984)
- Kommander of Kaos (LP, 1986)
- Deffest! and Baddest! (als „Wendy O Williams’ Ultrafly and the Hometown Girls“") (LP, 1988)
- Fuck You!!! And Loving It: A Retrospective (LP, 1988)

#### Singles/EPs
- Stand By Your Man EP (7" EP, 1982) – mit Lemmy von Motörhead
- It's My Life/Priestess (7" single, 1984)
- Fuck 'N' Roll (live) (Cassette EP, 1985)

#### Video
- Bump 'n' Grind (live) (DVD, 2006)

## Filmografie

### Schauspielerin
- MacGyver (Harry's Will) als "Big Mama" (1990)
- Pucker Up and Bark Like a Dog als "Butch" (1990)[10]
- The New Adventures of Beans Baxter (A Nightmare on Beans' Street) als "Machine Gun Woman" (1987)
- The New Adventures of Beans Baxter (Beans' First Adventure: Part 1) as "Conju" (1987)
- The New Adventures of Beans Baxter (Beans' First Adventure: Part 2) as "Conju" (1987)
- Eat the Rich (1987)
- Reform School Girls als "Charlie Chambliss" (1986)
- SCTV (I'm Taking My Own Head...) als sie selbst (1981)
- 800 Fantasy Lane (uncredited) "Girl playing tennis" (1979)[11]
- Candy Goes to Hollywood als sie selbst (1979)[12]

### Soundtrack
- Legend of Billie Jean performing "It's My Life"[13] (1985)

### Als sie selbst
- VH-1 Where Are They Now? (Girls, Girls, girls) (2002)
- Candy Goes to Hollywood (1979)[12]

### Archivaufnahmen
- Video on Trial (TV Episode 2.8) (2006)
- 100 Most Metal Moments (2004)
- Wendy O. Williams Live (Embassy Video, VHS 1985; Cherry Red, DVD 2006)[14]